# Suyeong-gu
Suyeong-gu (koreanska: 수영구) är ett av de 15 stadsdistrikten (gu) i staden Busan i sydöstra Sydkorea, 300 km sydost om huvudstaden Seoul.

## Administrativ indelning
Sueyeong-gu består av 10 stadsdelar (dong).

- Gwangan 1-dong
- Gwangan 2-dong
- Gwangan 3-dong
- Gwangan 4-dong
- Mangmi 1-dong
- Mangmi 2-dong
- Millak-dong
- Namcheon 1-dong
- Namcheon 2-dong
- Suyeong-dong